# Sân bay quốc tế General Lucio Blanco
Sân bay General Lucio Blanco (IATA: REX, ICAO: MMRX) là một sân bay quốc tế ở Reynosa, Tamaulipas, México, gần biên giới giữa Mexico và Hoa Kỳ. Sân bay này được đặt tên theo tướng Lucio Blanco, một nhân vật lớn trong cuộc cách mạng Mexico giai đoạn 1910 đến 1920.

## Các hãng hàng không và các tuyến bay
- Aeroméxico (Thành phố Mexico)
  - Aeroméxico Connect (Thành phố Mexico)
- ALMA de Mexico (Guadalajara, Poza Rica, Tampico, Villahermosa)
- Mexicana
  - Click Mexicana (Thành phố Mexico)
- Volaris (Toluca)

## Các tuyến thuê bao
- Tropicharters (Cancun)